# 和泰汽車
和泰汽車（簡稱和泰、和泰集團）是一家臺灣汽車為主的大型綜合財閥，由黃烈火創始於1947年9月，為豐田、凌志、日野等日系汽車品牌的臺灣總代理。其經銷之車輛與零件多由其關係企業國瑞汽車生產製造。同時亦是台灣領先的家電業者及大型金融集團。
2023年，和泰在臺灣總計售出159,175輛各式豐田與凌志車款，其市場佔有率達33.4%，在臺灣相關業者中排行第一。

## 歷史

### 創立

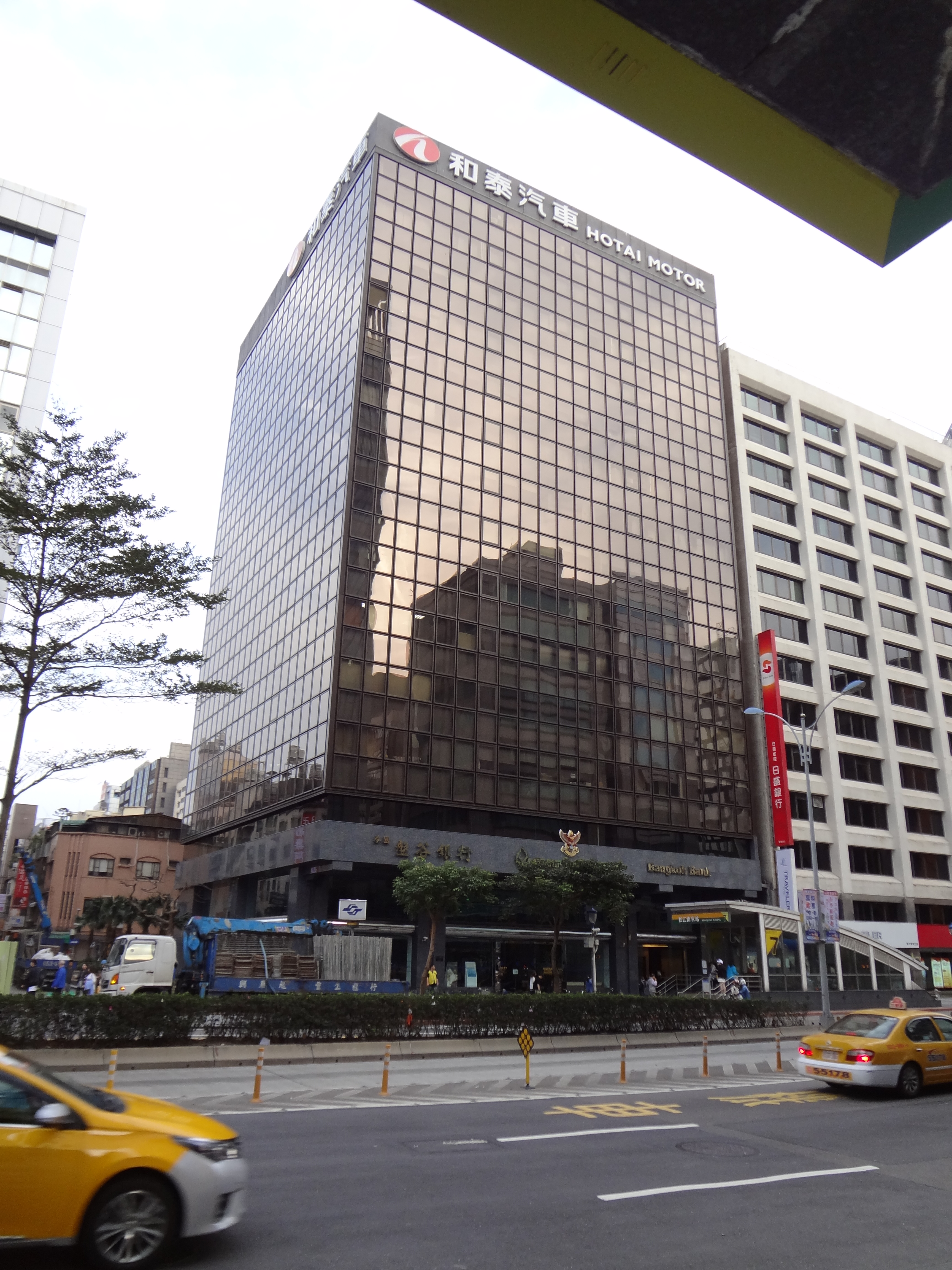
和泰汽車大樓

1938年，黃烈火設「和泰洋行」於日本神戶， 1941年設立天津，上海，長春據點。1947年9月，和泰商行以新臺幣81萬元為資本於台灣復業，1949年取得豐田汽車與橫濱輪胎的臺灣地區總代理權。1952年，和泰商行取得日野汽車臺灣地區總代理權。1955年4月25日，和泰商行改組為和泰貿易股份有限公司。1966年10月，和泰貿易新莊工廠動工。1968年1月，和泰貿易更名為和泰汽車股份有限公司。

### 開始進口、與六和之關係
1969年4月，和泰按中央信託局專案代理進口第一批豐田車輛產品，乃第二、三代可樂娜與第三代皇冠，三種車款共計803台，當時市場佔有率達31%。1970年2月，豐田汽車與六和汽車工業技術合作生產美力士（MiniAce）輕型卡車、可樂娜（Corona）轎車等兩種車款，但銷售業務交由和泰處理。此段合作關係維持至1972年2月結束，而六和汽車工業則因中華民國與日本斷交，在中華民國經濟部壓力下1973年4月與豐田汽車合約屆滿後不再續約。

### 政策影響
1974年5月，中華民國經濟部宣布全面禁止進口日本轎車，和泰只能進口豐田中小型卡車與日野大型貨車。1977年4月，經濟部全面禁止日本車輛進口，和泰縮編裁員。1982年1月，和泰代理銷售三富汽車製造之速霸陸小貨車。1983年6月，經濟部投資審議委員會通過豐田汽車設廠投資案。1984年4月9日，和泰、中華開發信託公司、日野汽車與三井物產合資成立國瑞汽車；同年5月，第一輛日野巴士底盤車RK-174上市；9月，行政院會議通過終止豐田汽車設廠投資案。

### 產銷結合、引入高級車系

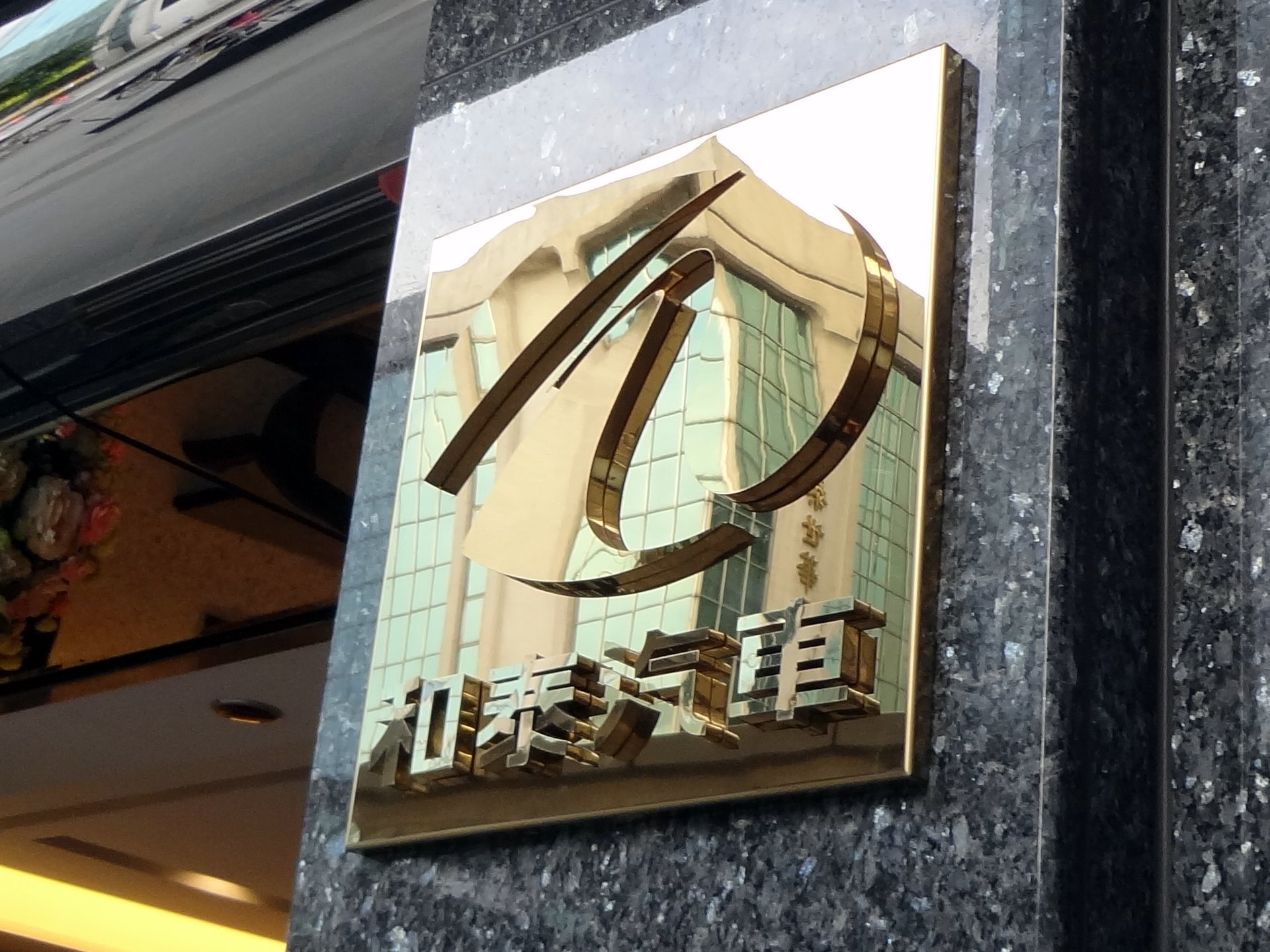
和泰汽車大樓1樓大門右側懸掛的和泰汽車銘板

1985年4月，和泰結束代理三富汽車之業務。1986年1月，經濟部投資審議委員會通過豐田汽車投資國瑞汽車。1988年9月，國產化之豐田瑞獅（Zace，即第3代豐田Kijang）商用貨車上市。1989年5月，國產化之豐田可樂娜（Corona，即第9代豐田Corona）轎車上市。1994年，年銷售量達10萬輛。1997年2月25日，股票上市，豐田汽車入股10％；9月，引進豐田旗下高級品牌凌志車系，引進車種為LS400 GS300。 2001年1月，開始經營豐田中古車買賣。2004年10月，獲得行政院頒發國家品質獎。2005年，年銷售量達15萬輛。2008年3月，該公司對國瑞汽車之持股由14.22%增至30%。2010年3月21日，創辦人黃烈火過世；6月，調整經營階層，蘇燕輝改任和泰集團總裁，董事長由黃烈火之子黃南光接任，副董事長為豐田汽車之代表平光敬和，總經理為蘇燕輝之子蘇純興。和泰汽車有四大股東，包括黃烈火、蘇燕輝、柯王家、張家等家族。

### 產險事業
2016年6月17日，和泰汽車董事會決議將以新臺幣64億元收購蘇黎世金融服務集團持有在台灣的蘇黎世產物保險99.73%股權，預估最快於該年下半年完成交割。
2017年1月17日，和泰汽車取得蘇黎世產物保險經營權，蘇黎世產物保險正式更名為「和泰產物保險股份有限公司」；3月，和泰產物保險正式成立。

### 投資豐田
2018年6月21日，和泰汽車董事會決議，將以總投資金額不超過日幣220億元，經由公開市場交易取得豐田汽車的股票；交易執行時間預計為2018年8月1日至2020年7月31日。

## 社會公益
- 1977年：捐贈中華民國捐血運動協會第一輛大型巡迴式捐血車「仁義號」。
- 2006年：持續舉辦全國國小交通安全說故事巡迴活動。
- 2009年：認購嘉義莫拉克受災區柳丁。
- 2011年：3月11日發生東日本大震災，捐款新台幣3千萬元賑災。
- 2011年：捐贈全台灣各縣市國小交通導護裝備。
- 2011年：持續捐贈大型捐血車予台灣血液基金會各捐血中心。
- 2013年：持續捐助兒童福利聯盟文教基金會「弱勢學童長假營養資助計畫」。
- 2015年：持續於全台122個TOYOTA服務據點全面採購喜憨兒基金會烘焙商品，並捐助1台醫療交通巴士予喜憨兒基金會。
- 2016年：2月6日發生2016年高雄美濃地震，捐款新台幣1千萬元賑災。
- 2016年：成立「和泰汽車讓愛啟動」公益勸募平台。
- 2017年：「Toyota 一車一樹」公益計畫展開。

## 事件
2020年底，和泰汽車面對消費者群體控訴車款漏水，處理態度引發爭議。
2023年1月31日，TechCrunch曝光和泰汽車旗下的共享汽車業務iRent發生大量客戶個資外洩問題。

## 外部連結
- 和泰汽車（页面存档备份，存于）（繁體中文）（简体中文）（英文）
- 和泰聯網（页面存档备份，存于）（繁體中文）（简体中文）（英文）